# Государственный строй Катара
Государственный строй Катара — конституционная монархия, в которой эмир Катара является главой государства и главой правительства. Катар стал конституционной монархией по результатам конституционного референдума состоявшегося 29 апреля 2003 года. В ноябре 2011 года эмир Хамад бин Халифа Аль Тани проанонсировал первые в истории страны парламентские выборы, которые, однако, несколько раз откладывались.

## Исполнительная власть
Власть в Катаре продолжает удерживать династия Аль Тани с провозглашения независимости страны в 1971 году. Главой государства является эмир, право управлять страной наследуется внутри семьи Аль Тани. Политически Катар развивается от традиционного общества к современному социальному государству. Правительственные департаменты создавались в соответствии с требованиями социально-экономического прогресса. Базовый закон Катара 1970 года закрепил местные консервативные исламские традиции, предоставив эмиру исключительную власть. Эмир правит страной, продолжая традиционные правила консультаций, поисков консенсуса и права граждан лично обращаться к эмиру. Эмир, являясь непосредственно неподотчётным никому, тем не менее, не может нарушать шариат (исламский закон) и на практике принимает решения, учитывая мнения выдающихся людей страны и исламских учреждений Катара. Их позиции концентрируются в Консультативном Совете, назначаемом политическом органе, помогающем эмиру в проведении его политики. В Катаре отсутствует избирательная система. Политические партии запрещены.
Приток иностранного арабского населения в страну угрожает принципам традиционного общества Катара, но пока не влияет на политику правящего дома Аль Тани.
В феврале 1972 года заместитель эмира и премьер-министр, шейх Халифа бин Хамад Аль Тани, низложил своего кузена эмира Ахмада, захватив власть. Этот переворот был поддержан ключевыми членами семьи Аль-Тани и прошёл без какого-либо насилия и признаков политической нестабильности.
27 июня 1995 года заместитель эмира, шейх Хамад бин Халифа Аль Тани, сверг своего отца эмира Халифу в ходе бескровного переворота. Эмир Хамад и его отец примирились в 1996 году. Новый эмир способствовал большей свободе прессы и образованию катарского телеканала Аль-Джазира (основанного в конце 1996 года).
25 июня 2013 года Тамим бин Хамад Аль Тани стал эмиром Катара после того, как его отец Хамад бин Халифа Аль Тани отрёкся в его пользу, сообщив об этом в телевизионной речи.
| Должность       | Имя                                    | Период         |
| --------------- | -------------------------------------- | -------------- |
| Эмир            | Тамим бин Хамад Аль Тани               | с 25 июня 2013 |
| Премьер-министр | Абдулла бин Нассер бин Халифа Аль Тани | с 25 июня 2013 |

## Правительство
Государственный аппарат Государства Катар состоит из Совета министров, министерств, высших советов и государственных органов. Система управления в стране основана на разделении властей. Исполнительную власть возглавляет эмир при содействии Совета министров.
Эмир издал указ эмира № (4) от 2014 года, назначив шейха Абдаллаха бин Хамада Аль Тани своим заместителем 11 ноября 2014 года.
Консультативный совет представляет законодательную власть. Судебная власть принадлежит судам в соответствии с Конституцией. Судебные постановления выдаются от имени эмира.
Согласно Конституции, Амир является главой государства, его личность неприкосновенна и должна уважаться всеми. Он является Верховным главнокомандующим вооруженными силами и представляет государство внутри страны и за рубежом во всех международных отношениях.
Премьер-министр председательствует на заседаниях Совета, организует его работу и контролирует координацию работы между различными министерствами для достижения единства и согласия между государственными органами государства. Премьер-министр подписывает от имени и по поручению Совета министров решения, принятые Советом.
Организация министерства устанавливается по предложению премьер-министра, закон определяет полномочия и функции министров и других государственных органов.
Совет министров действует как высший исполнительный орган по всем внутренним и внешним делам в соответствии с Конституцией и положениями закона.
Министерства и другие государственные органы несут ответственность за реализацию государственной политики и связанных с ней программ.

## Министерства
- Министр иностранных дел
  - Государственный министр по иностранным делам
- Министр обороны
- Министр внутренних дел
- Министерство здравоохранения
- Министерство внутренних дел
- Министерство энергетики и промышленности
- Министерство жилищно-коммунального и градостроительного хозяйств Катара
- Министерство охраны окружающей среды
- Министерство финансов
- Министерство культуры, искусства и культурного наследия
- Министерство труда и социальных вопросов
- Министерство образования и высшего образования
- Министерство пожертвований и исламских вопросов
- Амири Диван — шейх Абдулла бин Халифа Аль Тани
- Департамент инвестиционного развития
- Верховный совет по делам семьи
- Высший судебный совет
- Прокуратура
- Катарское новостное агентство — сменило министерство информации

Источник: Министерство внутренних дел

## Консультативный совет
Совет шуры Катара был создан в 1972 году после принятия 19 апреля 1972 года Временного основного закона о правилах Государства Катар с поправками для оказания помощи шейху Тамиму бин Хамаду Аль Тани, эмиру Государства Катар, и Совету министров при исполнении ими своих обязанностей.
Совет шуры изначально состоял из 20 назначаемых членов, и впоследствии в его состав несколько раз вносились поправки. Нынешний Совет состоит из 45 членов.
В ноябре 2020 года Его Высочество эмир объявил, что выборы в Совет шуры впервые состоятся в 2021 году. Это является частью стремления Катара развивать свой законодательный процесс с более широким участием граждан, отражая ценности Конституции Катара и Национального закона Катара. Видение 2030.
Совет осуществляет следующие функции в соответствии с Конституцией:
- Законодательная власть.

- Утверждение общего бюджета правительства.

- Осуществление контроля над исполнительной властью в соответствии с Конституцией

- Совет шуры имеет право направлять предложения по общественным вопросам правительству. Если правительство не в состоянии удовлетворить такие стремления, оно должно объяснить свои причины Совету. Совет может прокомментировать заявление правительства только один раз.

Срок полномочий Совета шуры составляет четыре календарных года, начиная с даты первого заседания.
Совет шуры представляет Катар в многочисленных парламентских ассоциациях и международных организациях. Сюда входят Межпарламентский союз, Арабский межпарламентский союз, Арабский парламент, Парламентский союз государств-членов ОИС, Азиатская парламентская ассамблея и Ассоциация сенатов, шуры и аналогичных советов в Африке и арабском мире.

## Правовая система
Правовая система Катара характеризуется совмещением гражданского права и исламских законов (преимущественно в семейных и личных вопросах).

## Международные отношения
Согласно данным BBC в апреле 2006 года Катар объявил о своей финансовой помощи в размере US$ 50 миллионов (£ 28 миллионов) новой палестинской администрации во главе с ХАМАСом. ХАМАС, союзник Ирана и Хезболлы, считается в ряде стран террористической организацией.
В мае 2006 года Катар обязался вложить более чем $100 миллионов в пострадавшие от урагана Катрина колледжи и университеты штата Луизиана. Часть их денег также пошла на восстановление повреждённых в результате урагана домов жителей Нового Орлеана и его окрестностей.
Катар является членом организаций ABEDA, AFESD, Лиги арабских государств, Арабского валютного фонда, ESCWA, ФАО, Группы 77, ССАГПЗ, МАГАТЭ, МБРР, ИКАО, Международного Красного Креста, Исламского банка развития, МФСР, ИХО, МОТ, МВФ, ИМО, Inmarsat, Интелсата, Интерпола, МОК, ИСО, МСЭ, Движения неприсоединения, ОАПЕК, Организации исламского сотрудничества, ОЗХО, ОПЕК, ООН, ЮНКТАД, ЮНЕСКО, ЮНИДО, ВПС, Всемирной таможенной организации, ВОЗ, ВОИС, ВМО и ВТО.
10 октября 2005 года Катар был впервые избран на 2-летний срок членом Совета безопасности ООН на период 2006—2007 годов.